# Madone Speyer
La Madone  Speyer est une Vierge à l'Enfant,  une peinture à la détrempe et à l'or sur panneau de bois (28 × 18 cm) attribuée à Carlo Crivelli, datant d'environ 1455 et conservée à la Fondation Cini à Venise.

## Histoire
L'œuvre est connue depuis 1927, lorsqu'elle se trouvait dans la collection Speyer à New York et que Drey l'a attribuée à un disciple de Crivelli, comme l'a confirmé plus tard van Maerle (1936). C'est Roberto Longhi, en 1946, qui l'a attribuée au maître, en la désignant comme l'une des plus anciennes œuvres lui étant attribuables dans sa phase vénitienne avant de terminer son apprentissage à Padoue dans l'atelier de Francesco Squarcione.
La proposition de Longhi est acceptée par Pallucchini (1950), Zampetti (1952) et Berenson (1958), mais elle est rejetée par Bovero (1961), qui continue à la considérer comme l'œuvre d'un adepte. Zampetti et Bottari (1961) en ont confirmé la paternité.

## Description et style
Le petit panneau au haut cintré, probablement créé pour la dévotion privée, représente Marie regardant le parapet où est assis l'Enfant sur un coussin. Derrière elle, un dais en un rideau vert tendu, qui se prolonge, au devant, en rouge tendu par-dessus le parapet, et qui nous permet de voir, sur les côtés, deux parties de paysage rural. La « Vierge au parapet », un schéma d'inspiration flamande très populaire en Italie et à Venise en particulier, a en fait été reproduit par l'artiste tout au long de sa carrière, en y ajoutant de nouvelles variantes.
Si les mains élancées de la Vierge et la forme de sa tête et de celle de l'Enfant rappellent étroitement l'art de Crivelli, l'utilisation limitée de l'or uniquement pour les auréoles et les couronnes, ainsi que le ton simple et parfois sec de la scène rappellent les maîtres vénitiens du début de la seconde moitié du siècle, tels que Iacopo Bellini, Antonio Vivarini et Giovanni Bellini.
Les mains délicates de Marie touchent l'Enfant et saisissent son vêtement. Certains raccourcis montrent une maîtrise particulière (la main droite de Marie, la tête et le pied droit de l'Enfant), mais ne présupposent pas un modèle Renaissance, car ils étaient déjà présents dans l'art du gothique tardif, notamment avec Gentile da Fabriano.

## Source de traduction
- (it) Cet article est partiellement ou en totalité issu de l’article de Wikipédia en italien intitulé « Madonna Speyer » (voir la liste des auteurs).